# ユージェニア・チャールズ
デイム・ユージェニア・チャールズ （Dame Eugenia Charles, DBE, 1919年5月15日 - 2005年9月6日）は、ドミニカ国の政治家。セント・ルーク教区のポワント・ミシェル出身。同国第3代首相（1980年7月23日 - 1995年6月14日）を務めた。また、同国史上初の女性弁護士、女性首相である。
保守的かつ強気な姿勢はイギリスの女性首相マーガレット・サッチャーを彷彿させ、「カリブの鉄の女 (Iron Lady of the Caribbean)」と呼ばれた。

## 経歴

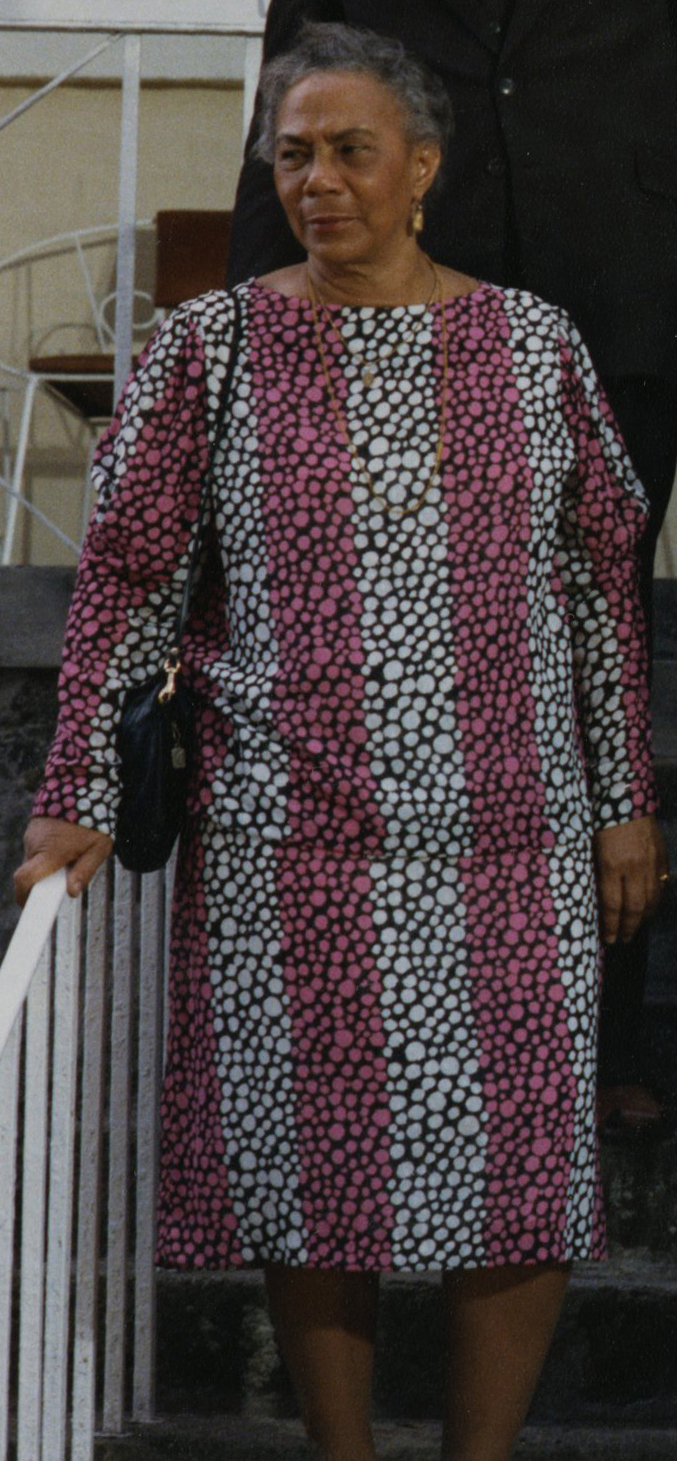
1986年のチャールズ

1919年、漁村だったポワント・ミシェルで4人兄弟の未子として誕生。父のジョン・パブティストは石工だったが、後に大地主となり、裕福な家庭となった。1947年にカナダのトロント大学で法学学士を取得。ロンドン・スクール・オブ・エコノミクスで法学修士を取得。
1968年に政界入りを果たすと、保守政党ドミニカ自由党（DFP）を共同で立ち上げ、初代党首としてドミニカの独立を支持した。1978年の独立後初となる1980年総選挙では同党が勝利し、首相に就任した。チャールズは社会福祉プログラムの開始や経済政策の成功によって人気を獲得し、首相を3期15年務めた。これは女性首相ではシェイク・ハシナ（バングラデシュ）、インディラ・ガンディー（インド）、シリマヴォ・バンダラナイケ（スリランカ）に次いで長い。
チャールズは妥協のない姿勢で汚職を撲滅し、民主主義と報道の自由を守る活動を行った。就任当初はこうした活動が周囲から反発を招き、パトリック・ジョン前首相が支援したクーデター未遂に2度もあった。1度目は1981年のレッドドッグ作戦で、アメリカ合衆国およびカナダからクー・クラックス・クランなど白人至上主義者を武装させた上で、ボートで上陸しチャールズを排除、ジョンが復権するというフィリバスターであった。しかしニューオーリンズで準備中に連邦捜査官が実行グループを逮捕したことで実行されることはなかった。2度目はドミニカ国防軍兵士フレデリック・ニュートンらによるもので、こちらも失敗に終わった。一連のクーデター未遂事件を支援したパトリック・ジョンは懲役刑となり、2度目の主犯であったニュートンは死刑判決を受け1986年に処刑された。
また最も議論を呼んだのは1983年のグレナダ侵攻であった。グレナダでは1979年にクーデターが発生し、人民革命政府が成立。人民革命政府は議会を解散し、イギリス式民主主義を否定した。1983年10月13日に人民革命政府内でクーデターが発生し急進派が政権を握ると、チャールズは東カリブ諸国機構の緊急会合で民主主義の危機を訴え、グレナダへの侵攻を参加国およびアメリカに訴えた。アメリカの大統領ロナルド・レーガンと共に侵攻を支持する演説をした映像が残っている。結果的にアメリカ・東カリブ連合軍は10月25日よりグレナダへ侵攻を行い、人民革命政府を転覆させた。
政権末期になると支持率が低下し、1995年の総選挙で敗北したことを受けて政界引退。2005年、フォール＝ド＝フランスの病院で肺塞柱病により86歳で永眠。生涯独身であった。